# مبانی سل‌شناسی
مبانی سل‌شناسی کتابی از علی اکبر ولایتی و دیگران است که در سال ۱۳۷۱ منتشر و در مراسم کتاب سال جمهوری اسلامی ایران به‌عنوان کتاب شایسته تقدیر معرفی شد.